# Sent Front (Charente)
Sent Front (occità) o Saint-Front (francès) és un municipi francès al departament del Charente (regió de la Nova Aquitània. L'any 2007 tenia 326 habitants.

## Demografia

### Població
El 2007 la població de fet de Saint-Front era de 326 persones. Hi havia 127 famílies de les quals 37 eren unipersonals (25 homes vivint sols i 12 dones vivint soles), 41 parelles sense fills, 37 parelles amb fills i 12 famílies monoparentals amb fills. La població ha evolucionat segons el següent gràfic:

### Habitatges
El 2007 hi havia 170 habitatges, 124 eren l'habitatge principal de la família, 38 eren segones residències i 8 estaven desocupats. Tots els 170 habitatges eren cases. Dels 124 habitatges principals, 109 estaven ocupats pels seus propietaris, 12 estaven llogats i ocupats pels llogaters i 3 estaven cedits a títol gratuït; 5 tenien dues cambres, 13 en tenien tres, 45 en tenien quatre i 60 en tenien cinc o més. 108 habitatges disposaven pel capbaix d'una plaça de pàrquing. A 65 habitatges hi havia un automòbil i a 50 n'hi havia dos o més.

### Piràmide de població
La piràmide de població per edats i sexe el 2009 era:
| Homes | Edats   | Dones |
| ----- | ------- | ----- |
| 0     | 95 o +  | 0     |
| 0     | 90 a 94 | 4     |
| 4     | 85 a 89 | 8     |
| 0     | 80 a 84 | 16    |
| 4     | 75 a 79 | 12    |
| 4     | 70 a 74 | 12    |
| 16    | 65 a 69 | 16    |
| 8     | 60 a 64 | 0     |
| 8     | 55 a 59 | 12    |
| 8     | 50 a 54 | 16    |
| 16    | 45 a 49 | 8     |
| 0     | 40 a 44 | 12    |
| 20    | 35 a 39 | 8     |
| 4     | 30 a 34 | 4     |
| 12    | 25 a 29 | 4     |
| 8     | 20 a 24 | 12    |
| 12    | 15 a 19 | 0     |
| 16    | 10 a 14 | 12    |
| 12    | 5 a 9   | 0     |
| 8     | 0 a 4   | 8     |

## Economia
El 2007 la població en edat de treballar era de 167 persones, 101 eren actives i 66 eren inactives. De les 101 persones actives 89 estaven ocupades (54 homes i 35 dones) i 12 estaven aturades (3 homes i 9 dones). De les 66 persones inactives 27 estaven jubilades, 13 estaven estudiant i 26 estaven classificades com a «altres inactius».

### Ingressos
El 2009 a Saint-Front hi havia 126 unitats fiscals que integraven 287,5 persones, la mediana anual d'ingressos fiscals per persona era de 13.311 €.

### Activitats econòmiques
Dels 18 establiments que hi havia el 2007, 2 eren d'empreses extractives, 6 d'empreses de construcció, 2 d'empreses de comerç i reparació d'automòbils, 2 d'empreses de transport, 2 d'empreses d'hostatgeria i restauració, 1 d'una empresa immobiliària, 1 d'una entitat de l'administració pública i 2 d'empreses classificades com a «altres activitats de serveis».
Dels 6 establiments de servei als particulars que hi havia el 2009, 3 eren paletes, 1 guixaire pintor, 1 fusteria i 1 lampisteria.
L'any 2000 a Saint-Front hi havia 19 explotacions agrícoles que ocupaven un total de 480 hectàrees.

## Equipaments sanitaris i escolars
L'únic equipament sanitari que hi havia el 2009 era un centre de salut. El 2009 hi havia una escola elemental integrada dins d'un grup escolar amb les comunes properes formant una escola dispersa.

## Poblacions properes
El següent diagrama mostra les poblacions més properes.